# 류평 (조선)
류평(柳玶, 1577년~?)은 조선 시대 중전기의 문신이다. 본관은 서산(瑞山). 자(字)는 화보(和甫), 호(號)는 송암(松庵)이다.
승지(承旨)를 지낸 유사(柳泗) 선생의 손자이며 아버지는 장사랑(將仕郞)을 지낸 유경진(柳景進) 선생이고 어머니 평택 임씨(平澤 林氏)는, 금호(錦湖) 임형수(林亨秀) 선생의 여식이다. 그는 일찍이 사계(沙溪) 김장생(金長生) 선생의 문하생으로, 성리학에 전념하여 김장생이 그를 거인(巨人)과 장덕(長德)으로 추대하였다.
1605년(선조 39)에 효행 및 학덕 관련 음서로 천거되어 참봉(參奉)에 제수되었으나 사양하였고, 광해군 시절에는 세상과의 인연을 모두 끊었었다. 
1624년(인조 2) 갑자식년사마시(甲子式年司馬試)에 진사 3등으로 합격하였다. 그 해 이괄의 난(李适ㅡ亂)이 발발하여 무관 이괄(李适)과, 왕가 종실 흥안군 이제(興安君 李瑅)가 모두 반란으로 발호하자, 이때에 유평은 창의도유사(倡義都有司)가 되어 난을 평정하였다. 1636년(인조 14) 병자호란(丙子胡亂) 때 의병장(義兵將)이 되어 청주(淸州)까지 진군하였다가 강화도(江華島)의 화의 소식을 듣고 귀향하여 두문불출하였다. 뒤에 현재 나주시(羅州市)에 있는 경렬사(景烈祠)에 배향되었다.
슬하에 유창익(柳昌翊), 유명익(柳明翊), 유소익(柳昭翊), 유형익(柳亨翊) 4형제를 두었다. 차남 유명익은 1651년(효종 2) 신묘식년사마시(辛卯式年司馬試)에 생원 3등으로 합격하였다.